# Maria Montaner i Serra
Maria Montaner i Serra (Barcelona, 1895 - 1936) va ser una bibliotecària i professora catalana.
Fou alumna de l'Escola de Bibliotecàries, graduant-se amb el número u de la seva promoció. El 1920 és nomenada professora auxiliar de l'Escola a proposta del director, Lluís Segalà. El mateix any obté una plaça de direcció adscrita a la Central de Biblioteques Populars. Fou la responsable d'elaborar l'índex de l'edició de 1920 de la Classificació decimal de Brussel·les: adaptació per a les biblioteques populars de la Mancomunitat de Catalunya.